# جایزه بزرگ فایراستون سن پترزبورگ ۲۰۲۴
جایزه بزرگ فایراستون سن پترزبورگ ۲۰۲۴ اولین دور از مسابقات سری ایندی‌کار ۲۰۲۴ بود. این مسابقه در ۱۰ مارس ۲۰۲۴ در سن پترزبورگ، فلوریدا در خیابان‌های سن پترزبورگ برگزار شد. این مسابقه شامل ۱۰۰ دور بود، پاتو اووارد راننده تیم ارو مک‌لارن برنده این مسابقه شد و اولین پیروزی او در این جایزه بزرگ بود.
جوزف نیوگاردن راننده تیم پنسکی در ابتدا برنده این مسابقه شد اما پس از دو ماه اعلام شد خودرو این راننده به دلیل عدم رعایت حداقل استانداردهای مسابقات از نتیجه این مسابقه کنار گذاشته خواهد شد و راننده تیم ارو مک‌لارن، پاتو اووارد که در جایگاه دوم قرار گرفته بود به عنوان برنده انتخاب شده است.